# Tatranská Polianka

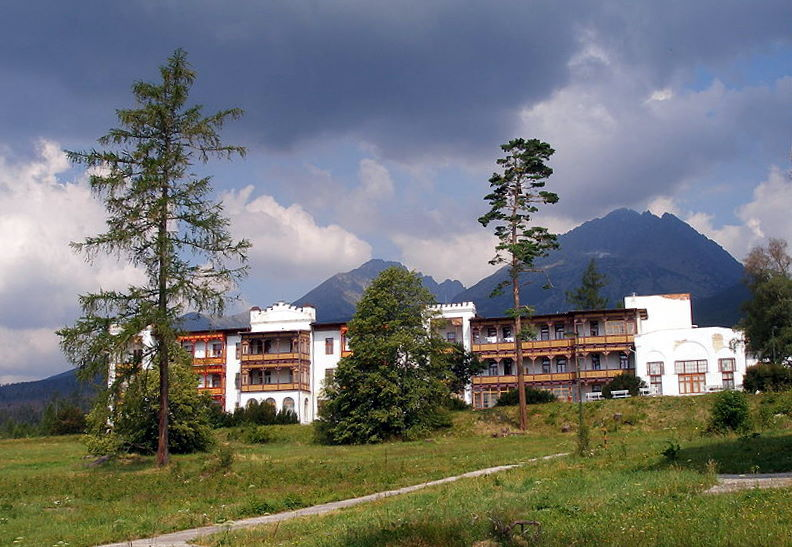
Das Sanatorium in Tatranská Polianka

Wappen von Tatranská Polianka

Tatranská Polianka (slowakisch bis 1919 „Weszterovo“ oder „Vesterovo“; deutsch Weszterheim oder Weßterheim, ungarisch Tátraszéplak) ist ein Stadtteil der Stadt Vysoké Tatry und Kurort auf der slowakischen Seite der Hohen Tatra am südwestlichen Fuß von Slavkovský štít und östlich des Baches Velický potok (deutsch Felker Wasser), zwischen den Stadtteilen Nová Polianka und Tatranské Zruby. Das Ortszentrum liegt auf einer Höhe von 1005 m n.m.
An einer Seitenmoräne des ehemaligen Felker Gletschers, der Gelben Wand (slowakisch Žltá stena), befand sich zur Zeitenwende eine Siedlung der Puchauer Kultur. Das Gebiet war jahrhundertelang Teil des Gemeindegebiets von Gerlachov (deutsch Gerlsdorf) und hieß im Slowakischen damals Gerlachovská poľana (deutsch Gerlsdorfer Wieschen). 1881 erwarb Paul Weszter, ein reicher Bauer und Metzger aus Veľký Slavkov (deutsch Großschlagendorf), das Wieschen und baute 1884 dort ein Hegerhaus. Zusammen mit seinen Schwägern Michael Guhr dem Älteren und Samuel Nitsch ließ Weszter 1888 und danach drei touristische Herberge errichten, nämlich Marianne, Tusculum und Themis.
Bis zum Ende des 19. Jahrhunderts entstanden in Weszterheim drei weitere Gebäude (Millenium, Tivoli und das Badehaus) und die Kapazität belief sich auf 125 Betten, somit wuchs der Ort von einer Zwischenstation für Kutschen und Fiaker zu einer Sommerfrische und Ausgangspunkt in das Tal Velická dolina (deutsch Felker Tal) und zur Berghütte Schlesierhaus (heute slowakisch Sliezsky dom). Unter der Leitung von Michael Guhr den Jüngeren entstand 1902 ein Sanatorium, mit Schwerpunkt auf Behandlung von Asthma und Tuberkulose, später der Basedowschen Krankheit. Guhrs Aufgeschlossenheit gegenüber dem Wintersport führte dazu, dass am Ende des Felker Tals 1911 die erste Sprungschanze entstand, zudem fanden hier im selben Jahr die ersten Skiwettkämpfe des Königreichs Ungarn statt. Noch vor dem Ersten Weltkrieg entstand eine vier Kilometer lange Rodel- und Bobbahn vom Schlesierhaus nach Weszterheim.
Nach dem Zerfall Österreich-Ungarns wurde das Gebiet Teil der neu entstandenen Tschechoslowakei und Weszterheim erhielt den slowakischen Namen Tatranská Polianka. Auch in der Tschechoslowakei arbeitete Guhr an der Erweiterung des Sanatoriums, mit dem zweiten Abschnitt im Jahr 1922 und dem letzten Teil im Jahr 1928, danach erhielt es den Namen „Dr.Guhr Sanatorium“. Hier wohnte der ungarische Maler Andor Borúth sowie der tschechische Dichter Jiří Wolker, der vom Juni bis Dezember 1923 an die Tuberkulose behandelt wurde. Nach Guhrs plötzlichen Tod im Jahr 1933 übernahm sein Neffe Paul Kunsch der Ältere den Sanatoriumbetrieb. Infolge der Beneš-Dekrete im Jahr 1945 wurde das Sanatorium verstaatlicht und als Jiří-Wolker-Gewerkschaftssanatorium weiter betrieben und behandelt vor allem allergische Krankheiten der Atemwege. Im Spätjahr 2003 kehrte das Sanatorium zum alten Namen zurück.
Etwa 500 Meter nordöstlich von Tatranská Polianka wurde die Pension Tatraheim (heute slowakisch Tatranský dom) errichtet. 1995 entstand durch Umwandlung aus dem alten Postgebäude die Kapelle Sieben Schmerzen Mariens.
In Tatranská Polianka befinden sich die Haltestelle Tatranská Polianka an der Elektrischen Tatrabahn und die Bushaltestelle Vysoké Tatry, Nová Polianka, ferner liegt sie direkt an der Cesta II. triedy 537 („Straße 2. Ordnung“), die hier als Teil des Straßenzugs Cesta Slobody (deutsch Freiheitsstraße) gilt. Hier zweigt die südwärts führende Cesta III. triedy 3064 („Straße 3. Ordnung“) nach Svit über Gerlachov und Batizovce ab.